# آناکساگوراس
آناکْساگوراس یا انکساغورس(به یونانی: Ἀναξαγόρας) فیلسوف پیشاسقراطی مکتب چندگانه‌گرایی بود.

## زندگی
او در کلازومن واقع در آسیای کوچک به سال ۵۰۰ پیش از میلاد زاده شد. کلازومن پس از سرکوبی شورش ایونی فتح شد و حتی گفته‌اند که وی با سپاه ایران به آتن آمد. حدود سال‌های ۴۵۰ قبل از میلاد متفکری معروف بود. وی در سال سالامیس ۴۷۹/۴۸۰ به آتن آمد و نخستین فیلسوفی بود که در این شهر اقامت گزید و مورد احترام بود. افلاطون می‌گوید که پریکلس شاگرد آناکساگوراس بود. رابطه ای که بعدها وی را به دردسر انداخت، زیرا پس از قریب سی سال اقامت در آتن حدود (سال‌های ۴۵۰ پیش از میلاد) توسط مخالفان سیاسی پریکلس به محاکمه فراخوانده شد. دیوگنس لائرتیوس با ارجاع به سوتیون می‌گوید که اتهامات مربوط به بدبینی و هواداری از ایرانیان بود. به نقل از افلاطون نخستین اتهام وی این بود که آناکساگراس تعلیم می‌کند که خورشید یک قطعه سنگ گداخته‌است و ماه از خاک ساخته شده‌است. این اتهامات بدون تردید ساختگی و جعلی بودند و اصلاً منظور از آن ضربه زدن به پریکلس از طریق آناکساگراس بود؛ زیرا معلم دیگر پریکلس یعنی دامون را نیز تبعید کرده بودند. وی زندانی شد اما توسط پریکلس از آتن فرار کرد و به ایونیا رفت. در لامپساکوس یک مستعمره کوچ‌نشین میلتوس اقامت گزید.
اگرچه آناکساگوراس به خانواده اشرافی و ثروتمند تعلق داشت،برخلاف اکثر نیاکان خویش، به کلی از سیاست کنار کشید و در واقع اداره املاک خویش را به یک سو نهاد تا خودش را کاملا وقف پژوهش کند.او نخستین متفکر نظری محض بود که آگاهانه و به عمد، شناخت جهان را وظیفه و غایت زندگی شمرد و بر آثار اخلاقی ضمنی آن کاملا گردن نهاد. طبیعت او نمایانگر ترکیب خوشایندی بود از توانایی برای معرفت مبتنی بر تجربه و مشاهده با قوه تفکر. از اینکه چه عاملی باعث شد تا او زادگاهش را ترک کند اطلاعی در دست نداریم؛ اما در شخصیت او صفتی را به نحوی اشتباه ناپذیر میتوانیم تشخیص دهیم که پیوند نزدیک با فلسفه اش دارد- کوشش برای فرارفتن از محدوده های قالب هایی که صرفا جنبه تاریخی پیدا کرده اند. او بود که فلسفه ایونی را به آتن آورد و در آنجا پریکلس و همسر فرهیخته اش آسپاسیا همراه ائوپیدس و دیگر مردان سرشناس میلتوس از این شهر به آتن آمده بود، یعنی از شهری که پس از غلبه بر ایران به صورت مرکز فکری یونان درآمده است.
مرگ آناکساگوراس را حدود سال ۴۲۸ پیش از میلاد می‌دانند. طبق وصیت او، سالگرد مرگش را برای کودکانی که در مکاتب درس می‌خواندند، تعطیل کردند.

## علم
آناکساگوراس در زمرهٔ نخستین کسانی است که فهمیدند ماه از خود نوری ندارد و تنها نور خورشید را بازتاب می‌دهد. خورشید و دیگر ستارگان را سنگ‌هایی گداخته می‌دانست که تنها به علت دوریشان از ما، حرارتشان را حس نمی‌کنیم.

## مابعدالطبیعه
آناکساگوراس باور داشت که عناصر مختلف ریشه‌ها و به وجود آورنده‌های گوناگون دارند؛ به‌طوری که هر ماده از تخمهٔ مخصوص به خودش به وجود آمده و مثلاً آب به وجود آورندهٔ آتش نیست.
او تعداد ریشه‌ها را به‌طور نامحدود بالا برد. می‌گفت همهٔ مواد شامل همهٔ ریشه‌ها و عناصر اولیّه هستند؛ امّا هر مادّه‌ای را که در نظر بگیریم، آن عنصری جلوه می‌کند که آن مادّه از آن، بیش از سایر عناصر بهره برده‌است. مثلآ همهٔ اشیاء آتش دارند، امّا ما فقط آتش را در اشیائی تشخیص می‌دهیم که از آتش بیش از سایر عناصر بهره برده باشند.
مادّه تا بی‌نهایت بخش‌پذیر است، اما حتّی کوچک‌ترین ذرهٔ مادّه شامل همهٔ عنصرهاست.
آناکساگوراس نیز همچون امپدوکلس بر ضدّ وجود خلأ استدلال می‌کرد و می‌گفت در جایی که به نظر می‌رسد چیزی نیست، هوا هست.
آناکساگوراس «نیروی زندگی» را که به دنیای مادّه جان می‌بخشد و سرچشمهٔ نیرو و رهبر انسان به سوی حقیقت است؛ نوس(عقل یا روح) نامیده‌است. نوس متمایز کنندهٔ زنده از بی‌جان است؛ امّا در جانوران و انسان تفاوتی نمی‌کند. برتری هوش انسان بر جانوران، نه به خاطر نوس؛ بلکه به خاطر برتری جسم اوست. ارسطو از آناکساگوراس انتقاد می‌کرد که چرا پس از طرح مفهوم نوس، از آن چندان استفاده نکرده‌است.